# سینترا
سینترا (به پرتغالی: Sintra) یک شهرک در پرتغال است که در ناحیه لیسبون واقع شده‌است.
سینترا ساختمان‌های تاریخی متعددی مربوط به دوران رومانتیک در قرن نوزدهم دارد و به این دلیل از طرف یونسکو به عنوان یکی از اماکن میراٍث جهانی شناخته شده‌است. این شهر توریست‌های فراوانی را به خود جلب می‌کند که از لیسبون برای سفری یک روزه به آنجا می‌روند. از جمله جاذبه‌های توریستی این شهر قصر ملی پنا، قصر ملی سینترا، قلعه مورس و کوه‌های سینترا هستند.

## خصوصیات
سینترا در ۲۰۱۱ ، ۳۷۷٬۸۳۵ نفر جمعیت داشته‌است و در منطقه ای به مساحت ۳۱۹٫۲۳ کیلومتر مربع واقع شده‌است. جمعیت سینترا در اواخر قرن بیستم رشد چشمگیری داشته‌است و از ۱۴٪ جمیعت لیسبون به ۱۹٪ افزایش یافته. تمرکز اصلی جمیعت در منطقهٔ کولز-پورتلا و همچنین نواحی جنوب غربی شهر است. جذاب‌ترین بخش‌های این ناحیه، منطقۀ سائو پدرو دی پنافریم، ریو دی مورو، بلاس و الگیرو-میم مارتینز هستند.
فاصله این شهر تا لیسبون با قطار ۳۵ تا ۴۵ دقیقه است.

سینترا - Sintra
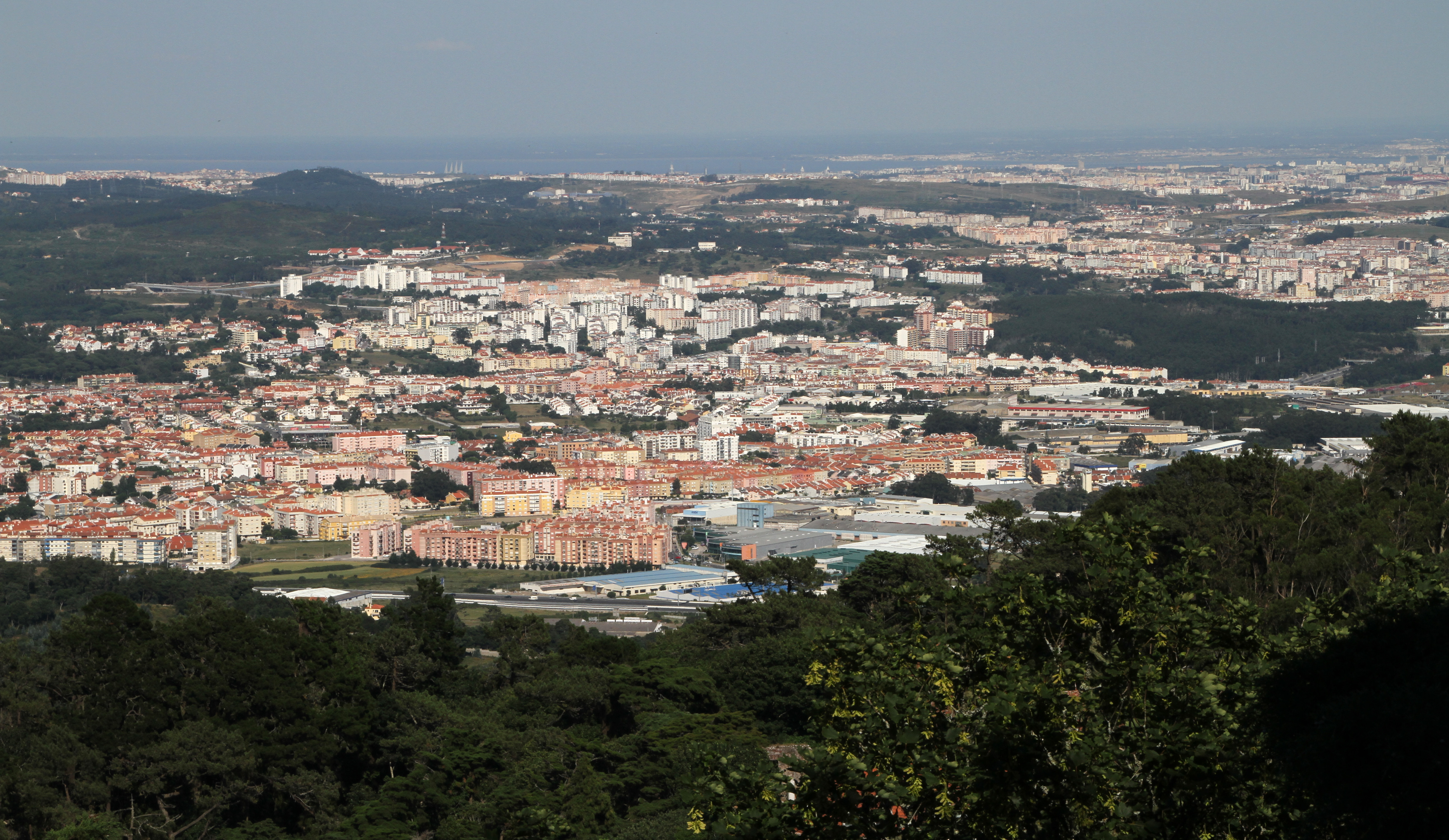
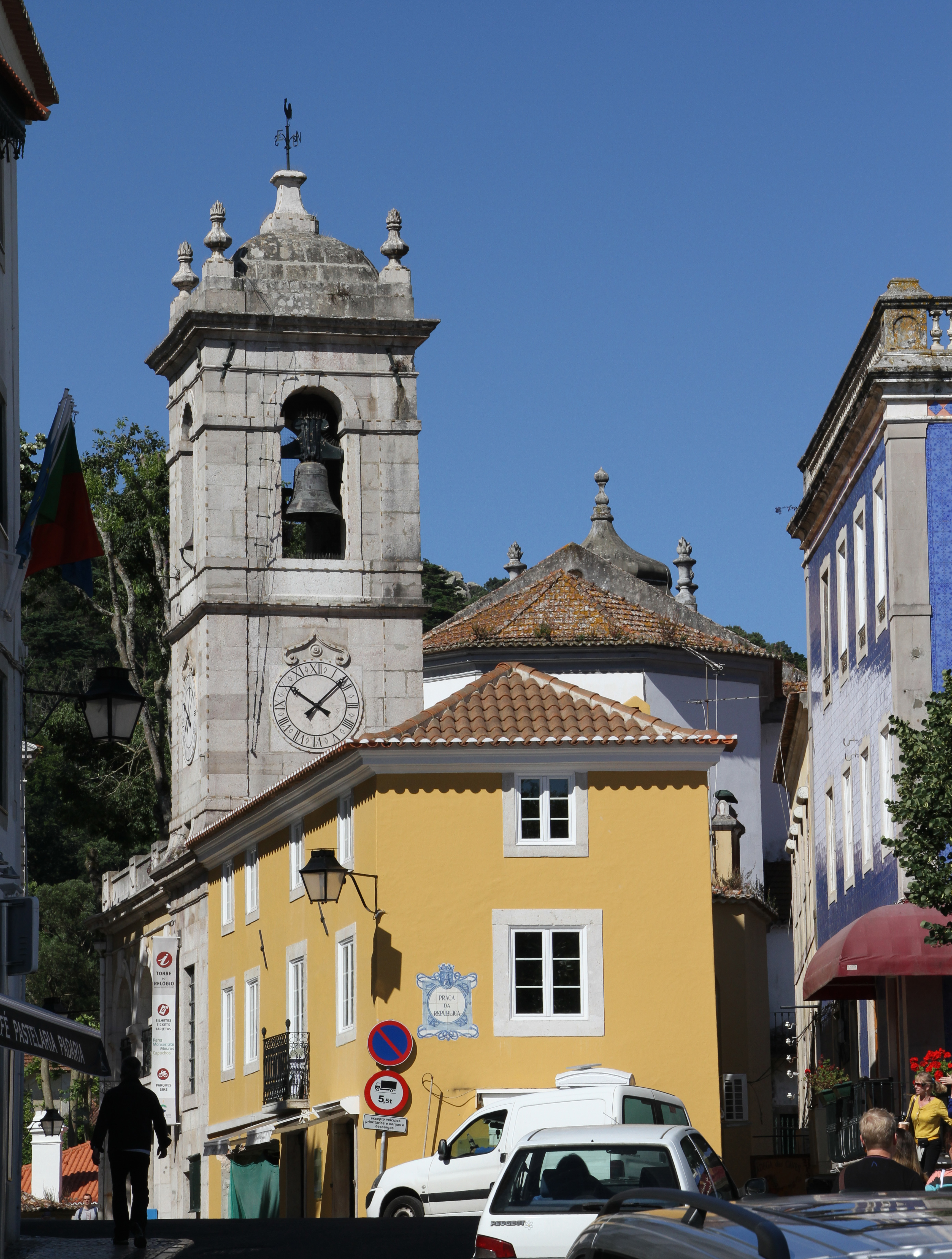
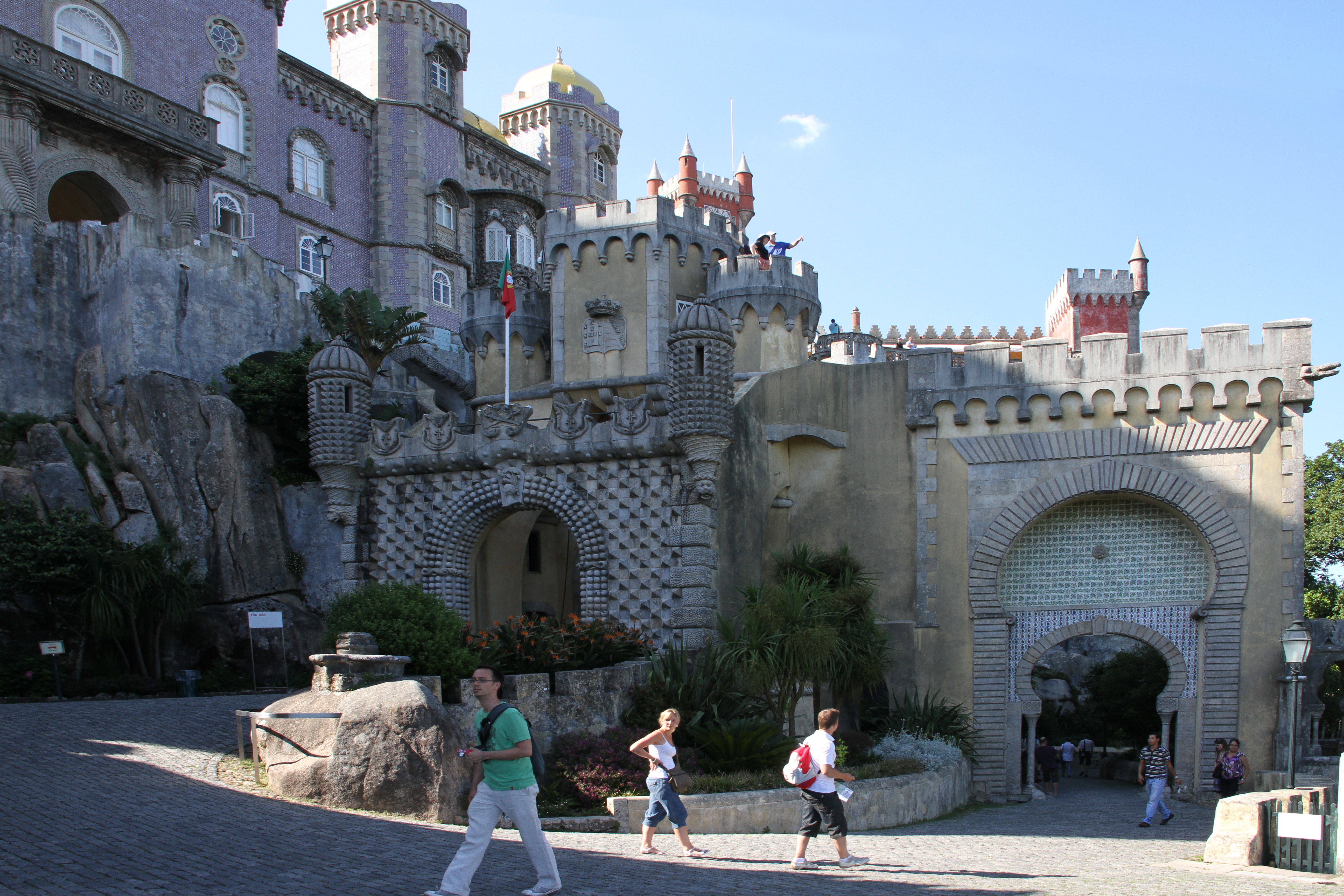
Palacio Nacional de Pena
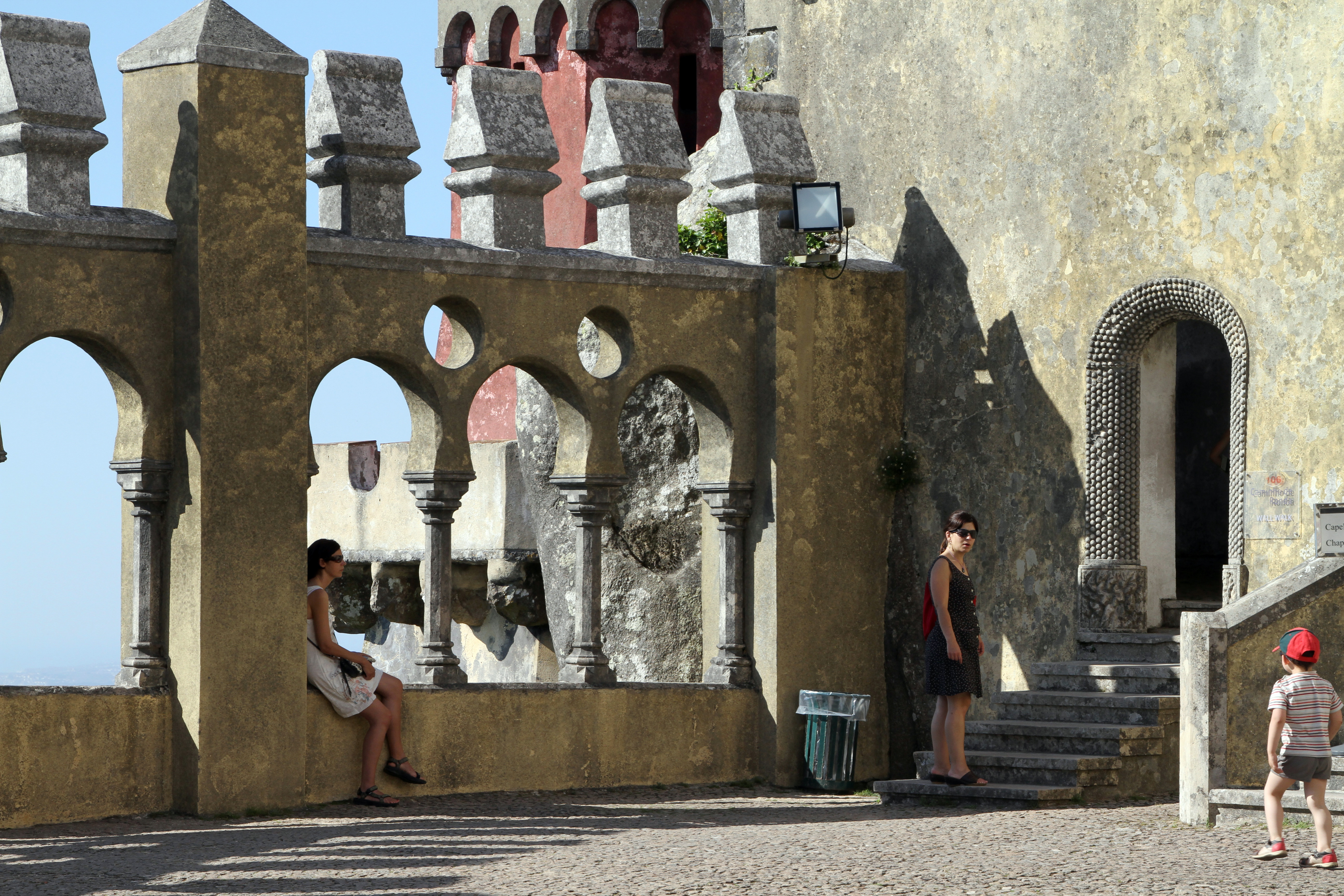
Palacio Nacional de Pena
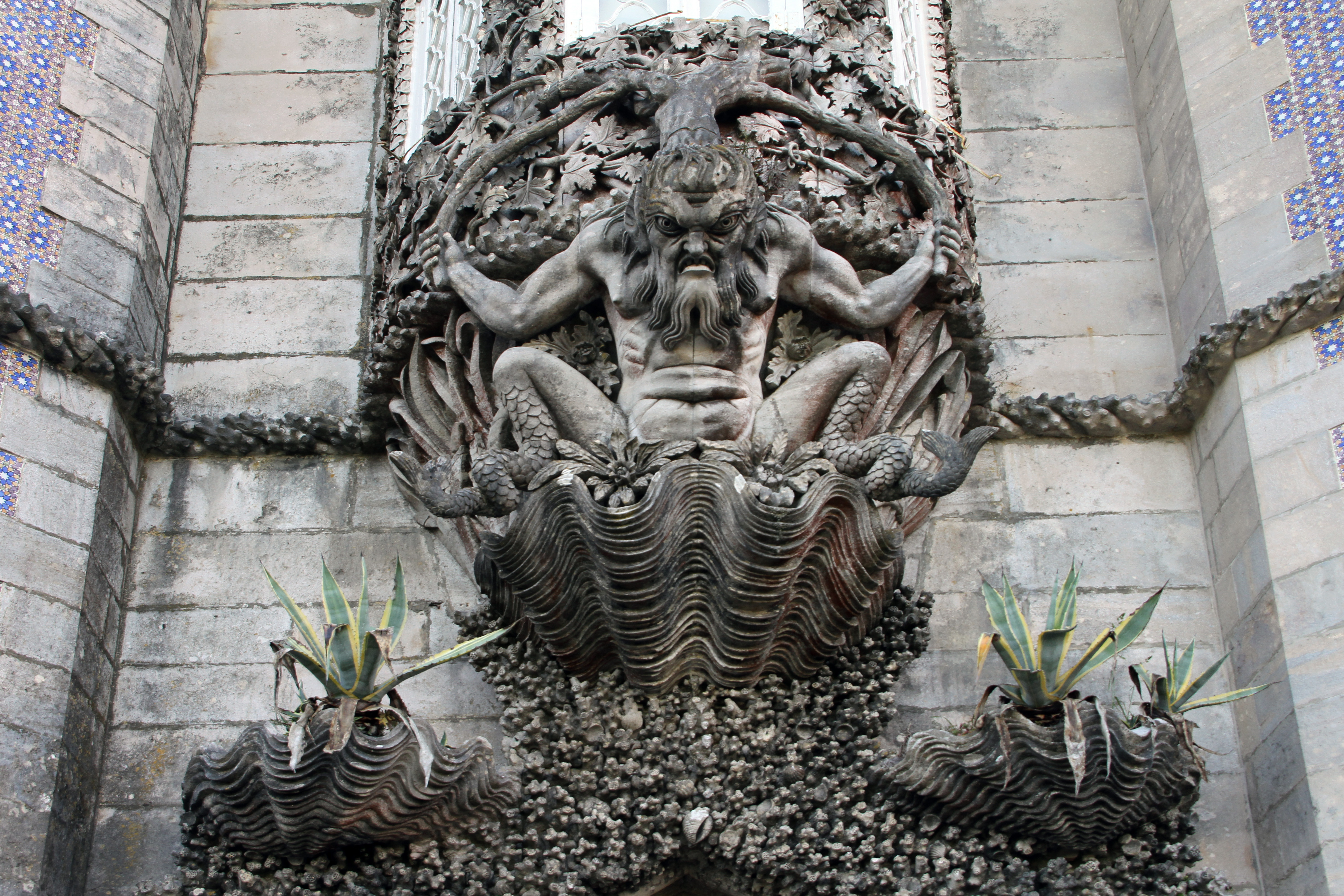
Palacio Nacional de Pena
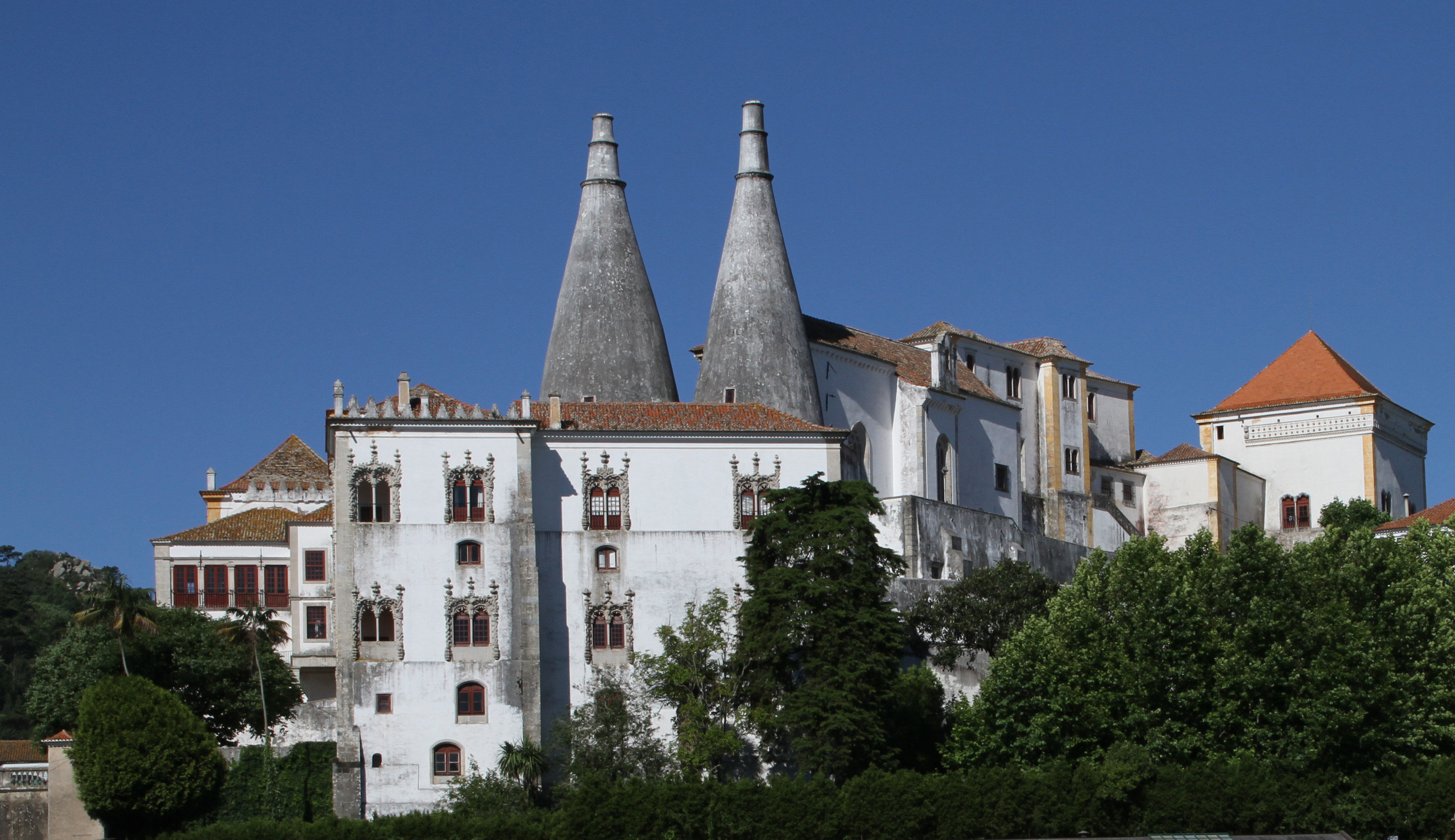
Palacio Nacional de Sintra
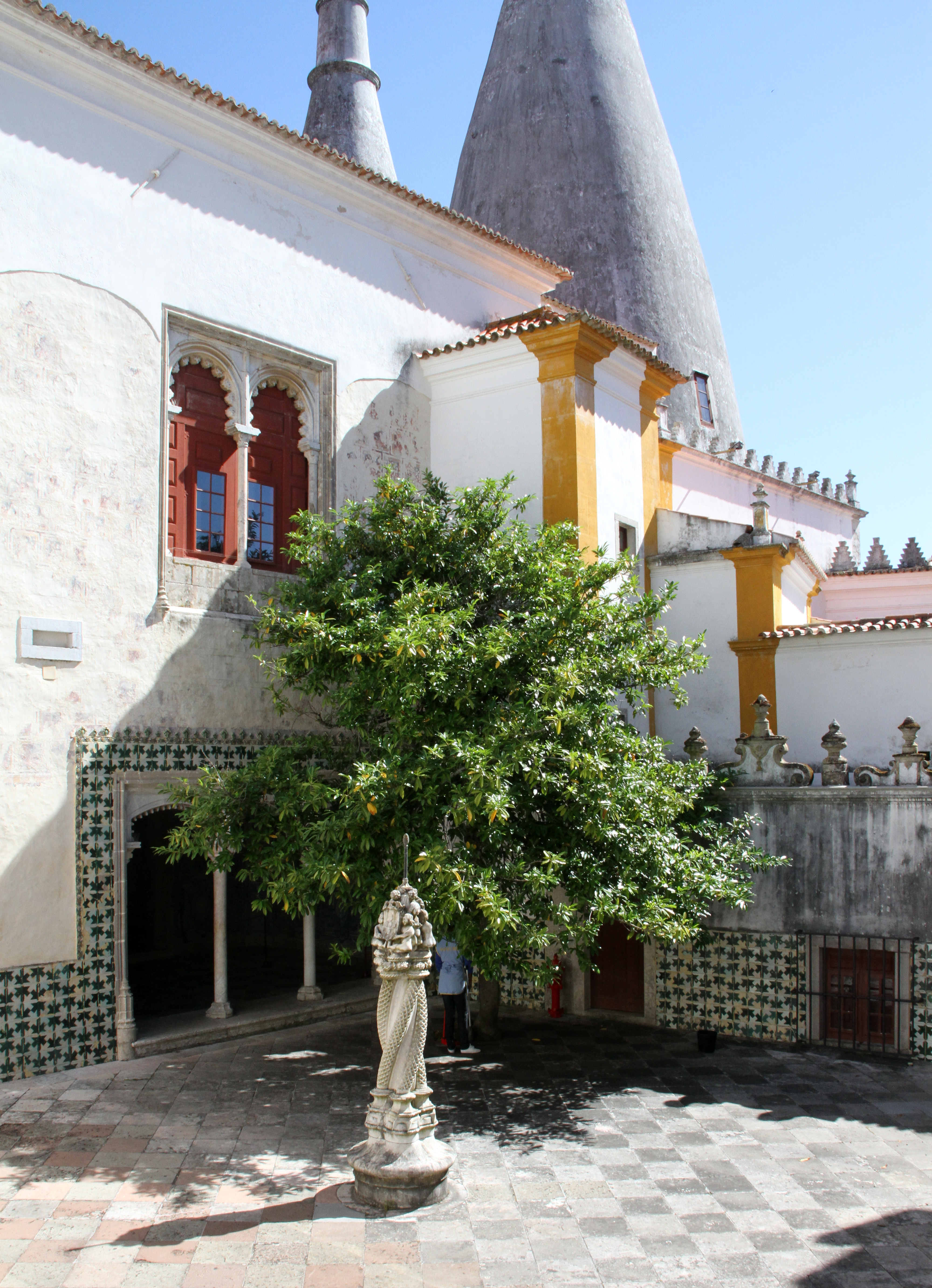
Palacio Nacional de Sintra
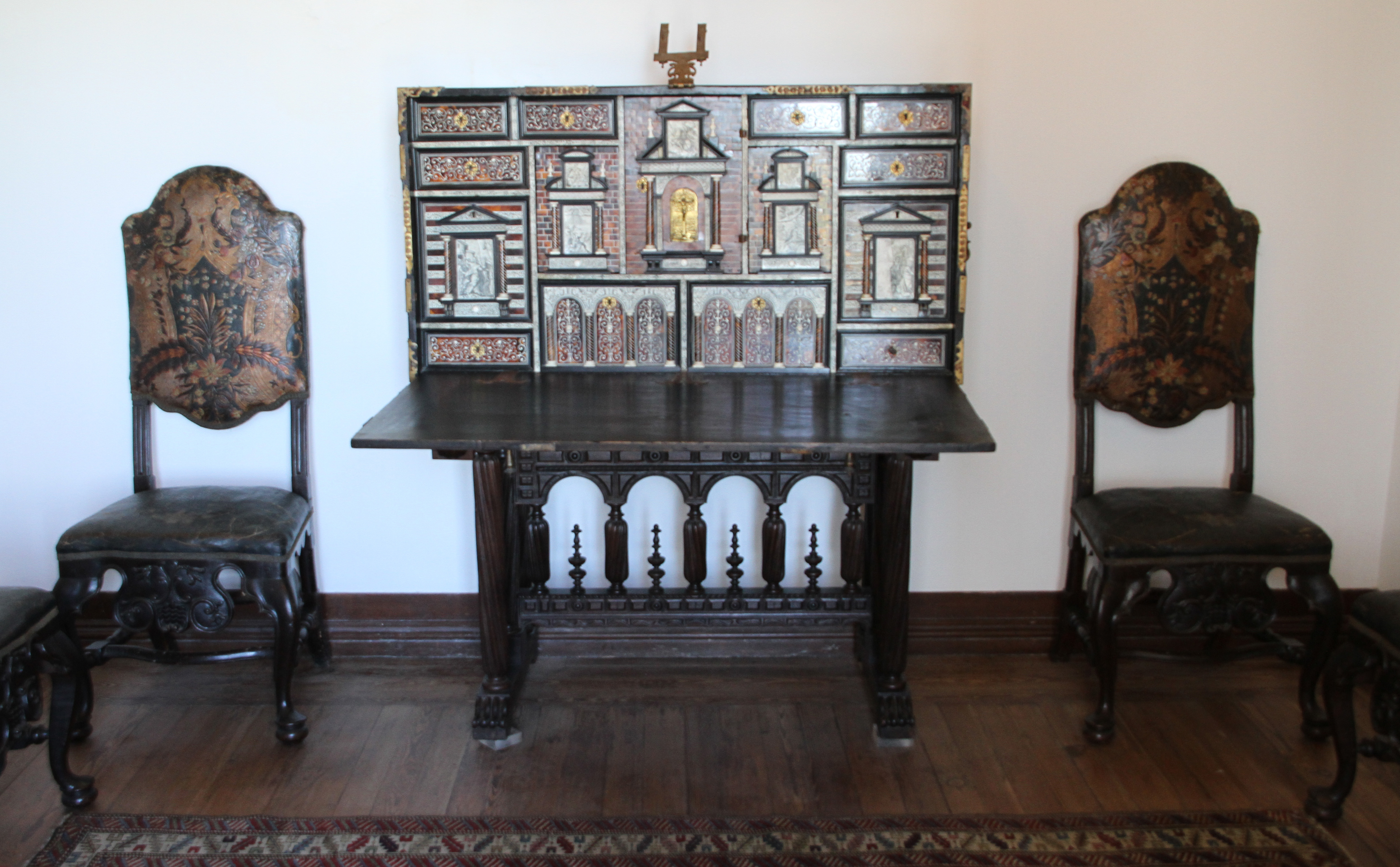
Palacio Nacional de Sintra

## خواهرخوانده
شهرهای هونولولو، الجدیده، بیسائو، لبیتو، آنگولا، هاوانا و Petrópolis خواهرخوانده‌های سینترا هستند.